# Guido Westerwelle

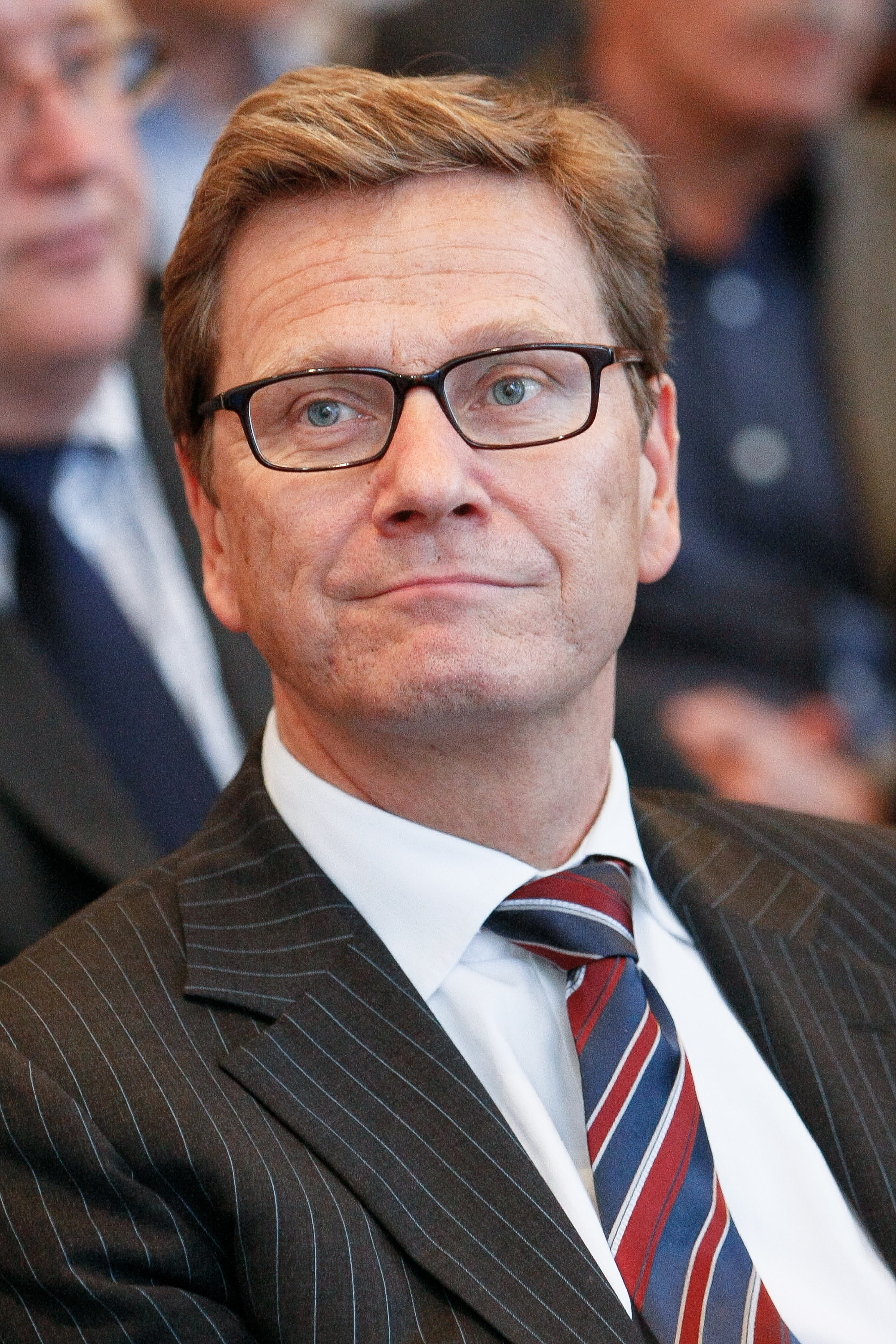
Guido Westerwelle, ministru de externe (2012)

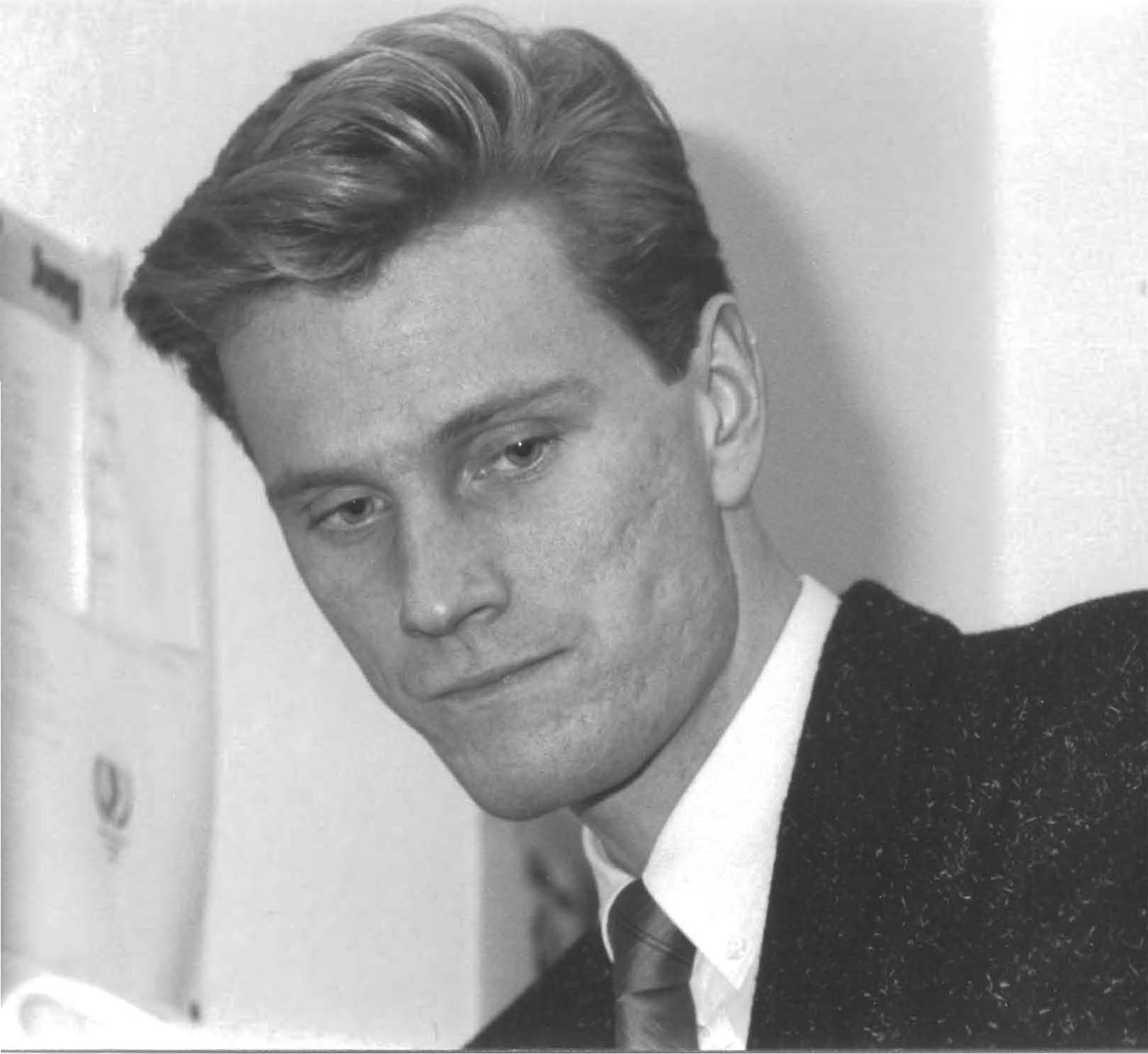
Guido Westerwelle, președinte al tinerilor liberali (1982)

Guido Westerwelle (n. 27 decembrie 1961, Bad Honnef, Republica Federală Germania – d. 18 martie 2016, Köln, Germania) a fost un om politic liberal german, ministru de externe al Republicii Federale Germania între 2009-2013, în al doilea cabinet condus de Angela Merkel. Între octombrie 2009 și mai 2011 a deținut funcția de vicecancelar federal.

## Cariera politică
Din 2001 până în aprilie 2011 a fost președinte al Partidului Liber Democrat (FDP) din Germania. A fost deputat în parlamentul Germaniei, numit Bundestag, începând cu anul 1996, din 2006 fiind și liderul grupului parlamentar (fracțiunea parlamentară) al FDP din Bundestag.
După succesul major al partidului FDP la alegerile federale germane din sept. 2009 FDP-ul s-a coalizat cu fracțiunea parlamentară CDU/CSU ("Uniunea creștină") pentru a forma un nou guvern "negru-galben". Noul parlament și noul guvern s-au constituit la 28 octombrie 2009, iar Guido Westerwelle a ocupat funcțiile de ministru de externe și vicecancelar (= viceprim-ministru; funcție neoficială), având drept șef pe cancelara Angela Merkel.
La alegerile la nivel de land din 2011 (în landurile Renania de Nord-Westfalia, Renania-Palatinat și Baden-Württemberg) partidul său a pierdut multe voturi, astfel încât la 3 aprilie 2011 a anunțat că la următorul congres al partidului, la 13 mai 2011, nu va mai candida la funcția de președinte al FDP-ului (drept nou șef FDP a fost ales Philipp Rösler). Deoarece prin tradiție șeful partidului "mai mic" din coaliția guvernamentală este și locțiitorul cancelarului („vicecancelar”), Westerwelle și-a pierdut și această funcție, dar a rămas pe mai departe ministru de externe al Germaniei.

## Viața privată
Guido Westerwelle a fost primul ministru german care și-a făcut publică orientarea homosexuală. În data de 17 septembrie 2010 a încheiat o uniune civilă cu partenerul său de viață, omul de afaceri Michael Mronz. Acesta este fratele tenismenului Alexander Mronz.